# ديفيد يونغ (سياسي كندي)
ديفيد يونغ هو سياسي كندي، ولد في 1957 في تورونتو في كندا. حزبياً، نشط في حزب أونتاريو المحافظ التقدمي. وقد انتخب عضو برلمان مقاطعة أونتاريو عن دائرة Willowdale (provincial electoral district) ‏ (3 يونيو 1999 – 2 سبتمبر 2003).